# باتريس فيشر
باتريس فيشر (بالإنجليزية: Patrice Fisher)‏ هي ممثلة أمريكية، ولدت في 5 يناير 1978 في ديل ريو في الولايات المتحدة.

## وصلات خارجية
- باتريس فيشر على موقع IMDb (الإنجليزية)
- باتريس فيشر على موقع قاعدة بيانات الفيلم (الإنجليزية)